# Решетников, Олег Юрьевич
Решетников Олег Юрьевич (род. 12 февраля 1974, Аша, Челябинская область, РСФСР) — глава Златоустовского городского округа с августа 2024 года.

## Биография
В 1997 году окончил экономический факультет Уфимского технологического института сервиса Государственной академии сферы быта и услуг по специальности «Организация производства и управления», в 2000 году – Бугурусланское летное училище гражданской авиации им. П. Ф. Еромасова, присвоена квалификация «Пилот гражданской авиации».
Свою трудовую деятельность начал в 1997 году в Администрации г. Аша и Ашинского района. В 1999 – 2000 годах работал в Комитете экономики и управления муниципальным имуществом Администрации г. Аша и Ашинского района.
С 2000 по 2011 год – в Администрации Ашинского муниципального района. Прошел путь от главного специалиста комитета по реализации социально-экономических программ до первого заместителя Главы района.
В 2011 году перешел на работу в Администрацию Златоустовского городского округа на должность заместителя Главы округа по строительству.
В 2012 – 2020 годах работал в частном бизнесе, в том числе консультантом для резидентов ТОСЭР.
С 2020 года по 2024 год – директор по организационному развитию компании «СМАРТ» (г. Златоуст).
21 июня 2024 года назначен на должность первого заместителя Главы Златоустовского городского округа – начальника Экономического управления Администрации Златоустовского городского округа, с 27 июня – исполняющий обязанности Главы Златоустовского городского округа.
22 августа 2024 года Решением Собрания депутатов Златоустовского городского округа избран Главой Златоустовского городского округа.

## Личная жизнь
Холост.